# Van Gent (cráter)

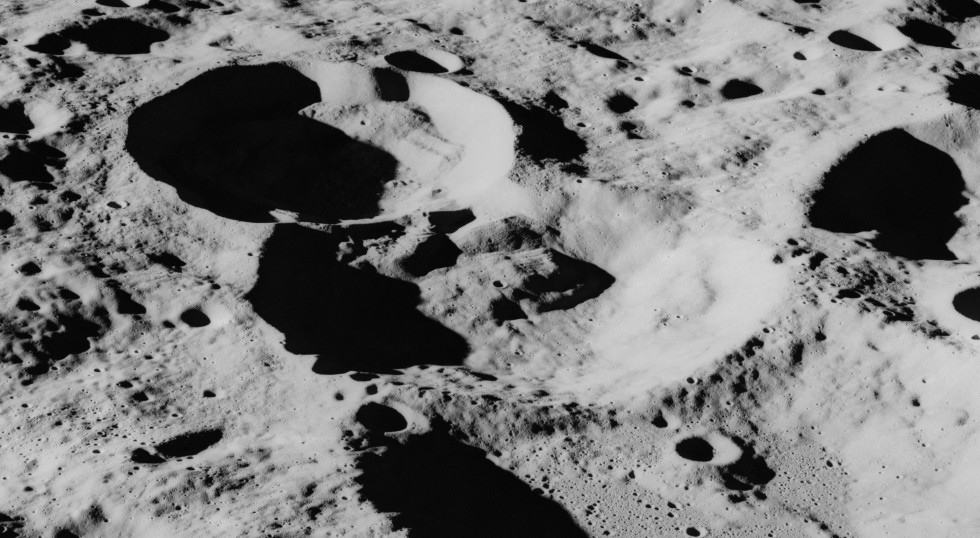
Fotografía de la misión Apolo 16

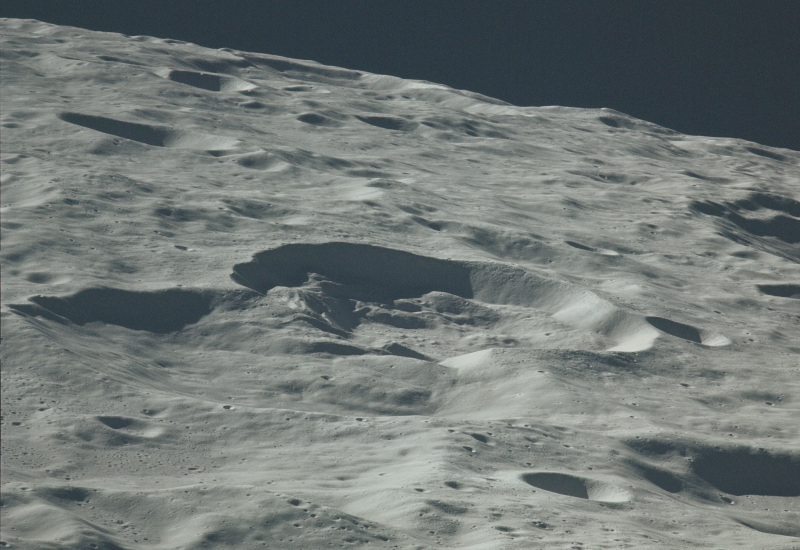
Fotografía de la misión Apolo 16

Van Gent es un cráter de impacto perteneciente a la cara oculta de la Luna que se encuentra al sur-sureste del cráter más grande Konstantinov. A una distancia similar al este-sureste se halla Spencer Jones y al sureste se sitúa Papaleksi.
Este cráter se une al cráter satélite Van Gent X al noroeste para formar un cráter doble. Van Gent también se superpone parcialmente a lo que parece ser un remanente más antiguo de otro cráter al sureste, que a su vez se une a Van Gent N, que también está unido a Van Gent P en su lado sureste. El resultado es una cadena de cráteres consiste en cinco impactos formando un arco con el lado cóncavo mirando hacia el oeste.
El borde de Van Gent es una circunferencia ligeramente distorsionada debido a la presencia de los cráteres junto con los que se ha formado. El perfil del brocal aparece algo desgastado, con un cratercillo sobre el borde compartido con Van Gent X. El interior carece de otros rasgos reseñables, siendo marcado solamente por algunos cráteres minúsculos.

## Cráteres satélite
Por convención estos elementos son identificados en los mapas lunares poniendo la letra en el lado del punto medio del cráter que está más cercano a Van Gent.
|          | \| Van Gent \| Coordenadas \| Diámetro \| \| -------- \| ------------------------------ \| -------- \| \| D \| 16°18′N 161°42′E / 16.3, 161.7 \| 35 km \| \| N \| 13°30′N 160°00′E / 13.5, 160.0 \| 32 km \| \| P \| 12°36′N 159°24′E / 12.6, 159.4 \| 47 km \| \| T \| 15°30′N 157°12′E / 15.5, 157.2 \| 16 km \| \| U \| 17°00′N 157°06′E / 17.0, 157.1 \| 20 km \| \| X \| 16°24′N 159°42′E / 16.4, 159.7 \| 38 km \| |          |
| Van Gent | Coordenadas | Diámetro |
| D        | 16°18′N 161°42′E / 16.3, 161.7 | 35 km    |
| N        | 13°30′N 160°00′E / 13.5, 160.0 | 32 km    |
| P        | 12°36′N 159°24′E / 12.6, 159.4 | 47 km    |
| T        | 15°30′N 157°12′E / 15.5, 157.2 | 16 km    |
| U        | 17°00′N 157°06′E / 17.0, 157.1 | 20 km    |
| X        | 16°24′N 159°42′E / 16.4, 159.7 | 38 km    |